# Blink-182
 (транскр.  Блинк-182) америчка је музичка група.

## Чланови

### Садашњи
- Марк Хопус — бас-гитара, вокал (1992—2005, 2009—данас)
- Том Делонг [а] — гитара, вокал (1992—2005, 2009—2015, 2022—данас)
- Травис Баркер — бубањ, удараљке (1998—2005, 2009—данас)

### Бивши
- Скот Рејнор — бубањ, удараљке (1992—1998)
- Мет Скиба — гитара, вокал (2015—2022)

## Дискографија

### Студијски албуми
- (1995)
- (1997)
- (1999)
- (2001)
- (2003)
- (2011)
- (2016)
- (2019)
- (2023)

### издања
- (2012)

### Албуми уживо
- (2000)

### Компилације
- (2005)
- (2013)

## Награде и номинације
- Награде Греми

| Година | Категорија        | Номиновано дело | Исход      |
| ------ | ----------------- | --------------- | ---------- |
| 2017.  | Најбољи рок албум |                 | Номинација |

## Галерија
- Током концерта у Лос Анђеселу, 1996. године
- Детаљ са концерта у Сан Дијегу, 2012. године
- Чланови бенда током концерта 2015.